# Định lý nhị thức
Trong toán học, định lý khai triển nhị thức (ngắn gọn là định lý nhị thức) là một định lý toán học về việc khai triển hàm mũ của tổng. Cụ thể, kết quả của định lý này là việc khai triển một nhị thức bậc {\displaystyle n} thành một đa thức có {\displaystyle n+1} số hạng:
{\displaystyle (x+a)^{n}=\sum _{k=0}^{n}{n \choose k}x^{n-k}a^{k}}
với:
{\displaystyle {n \choose k}={\frac {n!}{(n-k)!k!}}}
Gọi là số tổ hợp chập k của n phần tử.
Định lý này đã được độc lập chứng minh bởi hai người đó là:
- Nhà toán học và cơ học Isaac Newton tìm ra trong năm 1665.
- Nhà toán học James Gregory tìm ra trong năm 1670.

Công thức đã giới thiệu còn mang tên là Nhị thức Newton.

## Chứng minh định lý
Định lý này được chứng minh bằng quy nạp.
Ta có biểu thức {\displaystyle P(n):(1+x)^{n}=\sum _{k=0}^{n}C_{n}^{k}x^{k}}  (1) với mọi số tự nhiên n.
Đầu tiên tại P(1) đúng.
Giả sử P(n) đúng, ta phải chứng minh {\displaystyle P(n+1):(1+x)^{n+1}=(1+x).\sum _{k=0}^{n}C_{n}^{k}x^{k}=(1+x)} và {\displaystyle \sum _{k=0}^{n}C_{n}^{k}x^{k+1}=\sum _{k=1}^{n}C_{n}^{k-1}x^{k}+x^{n+1}}
Áp dụng hằng đẳng thức Pascal ta có:
{\displaystyle (1+x)^{n+1}=1+\sum _{k=1}^{n}(C_{n}^{k}+C_{n}^{k-1}).x^{k}+x^{n+1}=C_{n+1}^{0}.x^{0}+\sum _{k=1}^{n}C_{n+1}^{k}.x^{k}+C_{n+1}^{n+1}.x^{n+1}=\sum _{k=0}^{n+1}C_{n+1}^{k}x^{k}}
Do đó công thức (1) đúng.
Giờ đặt {\displaystyle x={\frac {b}{a}}\Rightarrow (1+{\frac {b}{a}})^{n}=\sum _{k=0}^{n}C_{n}^{k}{\frac {b^{k}}{a^{k}}}} và do đó {\displaystyle (a+b)^{n}=a^{n}(1+{\frac {b}{a}})^{n}=a^{n}\sum _{k=0}^{n}C_{n}^{k}{\frac {b^{k}}{a^{k}}}=\sum _{k=0}^{n}C_{n}^{k}a^{n-k}b^{k}}
Ta có điều phải chứng minh.

## Ví dụ

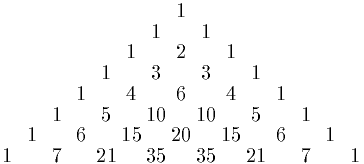
Tam giác Pascal

Các trường hợp đặc biệt của định lý này nằm trong danh sách các hằng đẳng thức đáng nhớ.
Ví dụ: điển hình nhất là nhị thức là công thức bình phương của {\displaystyle x+y}:
{\displaystyle (x+y)^{2}=x^{2}+2xy+y^{2}.\!}
Hệ số nhị thức xuất hiện ở phép triển khai này tương ứng với hàng thứ ba của tam giác Pascal. Các hệ số có lũy thừa cao hơn của {\displaystyle x+y} tương ứng với các hàng sau:
{\displaystyle {\begin{aligned}(x+y)^{3}&=x^{3}+3x^{2}y+3xy^{2}+y^{3},\\[8pt](x+y)^{4}&=x^{4}+4x^{3}y+6x^{2}y^{2}+4xy^{3}+y^{4},\\[8pt](x+y)^{5}&=x^{5}+5x^{4}y+10x^{3}y^{2}+10x^{2}y^{3}+5xy^{4}+y^{5},\\[8pt](x+y)^{6}&=x^{6}+6x^{5}y+15x^{4}y^{2}+20x^{3}y^{3}+15x^{2}y^{4}+6xy^{5}+y^{6},\\[8pt](x+y)^{7}&=x^{7}+7x^{6}y+21x^{5}y^{2}+35x^{4}y^{3}+35x^{3}y^{4}+21x^{2}y^{5}+7xy^{6}+y^{7}.\end{aligned}}}
Chú ý rằng:
1. Lũy thừa của {\displaystyle x} giảm dần cho tới khi đạt đến 0 ({\displaystyle x^{0}=1}), giá trị bắt đầu là {\displaystyle n} (n trong {\displaystyle (x+y)^{n}}.)
2. Lũy thừa của {\displaystyle y} tăng lên bắt đầu từ 0 ({\displaystyle y^{0}=1}) cho tới khi đạt đến {\displaystyle n} ({\displaystyle n} trong {\displaystyle (x+y)^{n}}.)
3. Hàng nhị thức của tam giác Pascal sẽ là các hệ số của nhị thức mở rộng (chú ý rằng đỉnh là hàng 0)
4. Với mỗi hàng, tích số (tổng của các hệ số) bằng {\displaystyle 2^{n}}.
5. Với mỗi hàng, nhóm tích số bằng {\displaystyle n+1}.

Định lý nhị thức có thể áp dụng với lũy thừa của bất cứ nhị thức nào. Ví dụ:
{\displaystyle {\begin{aligned}(x+2)^{3}&=x^{3}+3x^{2}(2)+3x(2)^{2}+2^{3}\\&=x^{3}+6x^{2}+12x+8.\end{aligned}}}
Với một nhị thức có phép trừ, định lý có thể được áp dụng khi sử dụng phép nghịch đảo số hạng thứ hai.
{\displaystyle (x-y)^{3}=x^{3}-3x^{2}y+3xy^{2}-y^{3}.\!}

## Tổng quát
Trong trường hợp tổng quát trên trường số phức và ràng buộc một số hạng trong nhị thức. 
Nếu {\displaystyle r} là một số thực và {\displaystyle z} là một số phức có số dư nhỏ hơn 1 thì khi đó, ta sẽ phân tích được ra thành một chuỗi vô hạn hội tụ:
{\displaystyle (1+z)^{r}=\sum _{k=0}^{\infty }{r \choose k}z^{k}}
Trong đó:
{\displaystyle {n \choose k}={\frac {n!}{k!(n-k)!}}={\frac {n(n-1)(n-2)...(n-k+1)}{k!}}}